# Markel Ganboa
Markel Gamboa Melero (Durango, Vizcaya, 10 de junio de 1990) es un productor audiovisual, ha trabajado en varios teatros de Durango y Madrid. Atara Zarata es una de las fundadoras del grupo de teatro. 

## Biografía
Se graduó en producción audiovisual y espectáculo en Puerta Bonita, Madrid. Además de ser miembro del grupo de teatro estable de Karrika de Durango desde 2006, en 2011 tomó otro camino paralelo que le llevó a participar en el proyecto Arte Bizia y al cabo de unos meses le llevaría a crear el grupo, Atara Zarata que él mismo dirigiría, junto a Mariano Estudillo y Eneko Sagardoy, entre otros. Esta empresa trabaja en el País Vasco creando obras de teatro de éxito con temática LGBTIQ dirigidas a jóvenes, tanto en castellano como en euskera.

### Carrera en el teatro
Melero lleva desde el 2004, años vinculado al teatro, comenzó su carrera en la escuela Kurutziaga, como actor, continuó en Karrika y siguió su carrera con Atara Zarata. Ha vivido en Madrid, trabajando en el mundo del teatro, trabajando como productor, continuando sus estudios. Actualmente trabaja en la dirección de la productora Culturar-t, haciéndose cargo de diversas producciones.

### Trabajos de actuación
- Martxoak 31 (2006-07) Dir. José Martín Urrutia "Txotxe". Karrika
- Ametsen faktoria (2007-08) Dir. José Martín Urrutia "Txotxe". Karrika
- Oinez dabilen jende eskasa (2009-10) Dir. José Martín Urrutia "Txotxe". grupo de teatro karrika
- Lurra astinduz (2011) Dir. José Martín Urrutia "Txotxe". Karrika
- Ez-berdinak (2011) Creación propia. Karrika
- Desberdinak (2012) Dir. Maite López. Atara Zarata
- Nor Nori Nork (2014) Dir. Julene Bernaola. Atara Zarata
- Zapoi (2015) Dir. José Martín Urrutia "Txotxe". Karrika
- Hamabi harrien ahotsa (2015) Dir. José Martín Urrutia "Txotxe". Karrika
- Eingo al deu? (2017) Dir. Julene Bernaola. Atara Zarata
- Versátil (2019) Dir. Peio Velasco. Atara Zarata [2]
- Quemar las calles (2021) Dir. Irati Herreros. Atara Zarata & Culturar-t. [3]
- Pasión de Durango (2022) Dir. Marcos Echarte. Juan de Itziar

### Producción teatral
Ha ofrecido varios trabajos en el campo de la producción a lo largo de su vida, muchos de ellos combinados con trabajos de actuación:
- Teatro de Guardia (2020). Producciones del Teatro del Barrio en Madrid
- Los que hablan (2020). Producciones del Teatro del Barrio en Madrid [4]
- La casa (2020)
- Ventana Bonita (2020) Puerta Bonita [5]
- El principito (2019) Puerta Bonita [6]
- La olla embarazada (2019) Puerta Bonita [7]
- Versátil (2019) Atara Zarata [2]
- Reinas (2019) Atara Zarata [8]
- Se busca (2018) Tabula Rasa [9]
- Eingo al deu? (2017) Atara Zarata [1]
- Los Insignificantes (2015) Atara Zarata [1]
- Nor Nori Nork (2014) Atara Zarata [1]
- Desberdinak (2012) Atara Zarata [1]

### Cinematografía
- Reinas (2019). Guion y producción. [1]
- Mosquito (2023). Jefe de producción
- Jaula de vapor (2023). Director de producción